# Macroptilium
Genre
Macroptilium est un genre de plantes à fleurs dicotylédones de la famille des Fabaceae, sous-famille des Faboideae, originaire d'Amérique, qui comprend une vingtaine d'espèces acceptées.
Ce sont des plantes herbacées à port dressé ou grimpant, aux feuilles trifoliées. Des espèces de ce genre ont été introduites dans la plupart des régions tropicales et subtropicales. Certaines espèces sont cultivées comme plantes fourragères, notamment Macroptilium atropurpureum et Macroptilium lathyroides

## Liste d'espèces
Selon The Plant List (3 novembre 2018) :
- Macroptilium arenarium (Bacigalupo) S.I. Drewes & R.A. Palacios
- Macroptilium atropurpureum (DC.) Urb.
- Macroptilium bracteatum (Nees & C.Mart.) Marechal & Bau
- Macroptilium chacoensis (Hassl.) S.I. Drewes & R.A. Palacios
- Macroptilium domingense Urb.
- Macroptilium ecuadoriense (Hassl.) L. Torres-Colin & A. Delgado
- Macroptilium ekmanianum Urb.
- Macroptilium erythroloma (Benth.) Urb.
- Macroptilium fraternum Juárez & S. Pérez
- Macroptilium geophilum (Burkart) Debouck, Juarez & Perez
- Macroptilium gibbosifolium (Ortega) A.Delgado
- Macroptilium gracile (Benth.) Urb.
- Macroptilium lathyroides (L.) Urb.
- Macroptilium martii (Benth.) Marechal & Baudet
- Macroptilium monophyllum (Benth.) Marechal & Baudet
- Macroptilium panduratum (Benth.) Marechal & Baudet
- Macroptilium pedatum (Rose) Marechal & Baudet
- Macroptilium prostratum (Benth.) Urb.
- Macroptilium psammodes (Lindm.) S. I. Drewes & R. A. Palacios
- Macroptilium sabaraense (Hoehne) G.P.Lewis
- Macroptilium supinum (Wiggins & Rollins) A. Delgado & L. Torres-Colin